# Annemarie Jorritsma
Annemarie Jorritsma-Lebbink, née le 1er juin 1950 à Hengelo, dans la province du Gueldre, est une femme politique néerlandaise membre du Parti populaire pour la liberté et la démocratie (VVD). 
Bourgmestre d'Almere de 2003 à 2015 et présidente de groupe parlementaire au Sénat, elle fut notamment vice-Première ministre des Pays-Bas de 1998 à 2002.

## Éléments personnels

### Formation et carrière
Elle achève ses études secondaires en 1967, et suit pendant deux ans une formation professionnelle à l'école d'enseignement touristique de Breda. Elle commence à travailler en 1969, en tant qu'employée d'une agence de voyage de Wolvega. Deux ans plus tard, elle est recrutée comme secrétaire par un exportateur installé à Dieren.
Ayant suivi des cours de sténographie en néerlandais, anglais, français et allemand à l'institut Schoevers, elle démissionne de la société de Dieren en 1974, et devient alors travailleur indépendante pour le compte de l'office du tourisme de la province de Frise pendant huit ans.

### Vie privée
Elle est mariée, depuis 1971, avec Gerlof Jorritsma, et le couple a eu deux filles : Maayke, née en 1974, et Minke, venue au monde trois ans plus tard. Elle vit aujourd'hui à Almere et est de confession mennonite.

## Parcours politique
Élue au conseil communal de Bolsward en 1978, elle y siège pendant dix ans. En 1982, elle devient députée à la seconde Chambre des États Généraux, où elle a notamment présidé la mission d'information parlementaire sur le problème de l'alcool dans la société, entre 1987 et 1989, et le groupe de travail sur les nominations, en 1992.

### Ministre de Wim Kok
À la suite des élections législatives du 3 mai 1994 et à la formation d'une coalition violette par le social-démocrate Wim Kok, elle est nommée ministre des Transports et des Voies d'eau le 22 août 1994. Au cours de son mandat, elle a notamment donné son accord à la construction d'une cinquième piste à l'aéroport de Schiphol et progressivement mis en œuvre l'indépendance tarifaire de la société publique des chemins de fer, la Nederlandse Spoorwegen (NS).
Le VVD ayant progressé de sept sièges aux législatives du 16 mai 1998, parallèlement au mauvais score du parti des Démocrates 66 (D'66), Jorritsma devient vice-Première ministre (devenant ainsi la première femme à occuper le poste de vice-Premier ministre des Pays-Bas en tandem avec Els Borst) et ministre des Affaires économiques dans la seconde coalition violette de Wim Kok, le 3 août suivant. Entre ces deux dates, elle a continué à diriger, mais par intérim, son département ministériel précédent. Elle s'est notamment attachée à préparer l'ouverture du marché de l'énergie à la concurrence, et a soutenu la participation du pays au programme Joint Strike Fighter (JSF). À compter de la démission du gouvernement, le 16 avril 2002, elle dirige par intérim le ministère de l'Économie.
À peine un mois plus tard, le 15 mai, elle est réélue députée à la seconde Chambre mais la coalition dans son ensemble subit un important revers et doit céder le pouvoir le 22 juillet. Elle est portée, le 3 octobre suivant, à la présidence de la commission parlementaire de la Défense, dont elle démissionne, le 30 janvier 2003. Elle laisse également son mandat de députée libre.

### Bourgmestre
Bourgmestre par intérim de Delfzijl à partir du 11 février 2003, elle est nommée bourgmestre d'Almere le 16 août suivant. À ce titre, elle est élue vice-présidente de l'association des communes néerlandaises (VNG) le 10 septembre 2007, puis présidente le 1er janvier 2008. En 2010, à la suite de la démission de Job Cohen du poste de bourgmestre d'Amsterdam, elle décide de briguer sa succession mais le conseil municipal lui a préféré Eberhard van der Laan. Des partis d'opposition à Almere lui ont alors reproché cette candidature, estimant que celle-ci prouvait que Jorritsma ne s'impliquait pas assez pour sa commune.

### Sénat
Jorritsma est élue à la première Chambre des États généraux le 9 juin 2015. À la suite de la démission de Loek Hermans le 24 novembre suivant, elle est choisie comme nouvelle présidente du groupe VVD.